# Región Slave del Norte
La región Slave del Norte es una de las cinco regiones administrativas de los Territorios del Noroeste. Es la más poblada de las cinco regiones, con una población de casi 25.000 habitantes. La región está formada por ocho comunidades con las sedes regionales situadas en Behchoko y Yellowknife. Con la excepción de Yellowknife, las comunidades son predominantemente de las Primeras Naciones.

## Comunidades
La Región Slave del Norte incluye las siguientes comunidades:
| Nombre de la comunidad | Traducción                                  | Gobierno                                                | Población 2006 | % cambio desde 2001 | Localización                                  |
| Behchoko               | Lugar de Mbehcho                            | Gobierno de Comunidad (Tlicho)                          | 1,894          | 11.3%               | 62°48′09″N 116°02′47″O / 62.80250, -116.04639 |
| Dettah                 | Punto quemado                               | Yellowknives Dene First Nation (Dettah)                 | 247            | 5.6%                | 62°24′41″N 114°18′27″O / 62.41139, -114.30750 |
| Gamèti                 | Lugar de conejos                            | Community Government (Tlicho)                           | 283            | 3.3%                | 64°06′44″N 117°21′13″O / 64.11222, -117.35361 |
| Lutselk'e              | Lugar de Łutsel, una especie de pez pequeño | Dene Band - Designated Authority (Lutsel K'e Dene Band) | 318            | -1.2%               | 62°24′19″N 110°44′22″O / 62.40528, -110.73944 |
| N'Dilo                 |                                             | Yellowknives Dene First Nation (N'dilo)                 | 200            | n/a                 | 62°28′40″N 114°20′03″O / 62.47778, -114.33417 |
| Wekweeti               | Roca del lago                               | Community Government (Tlicho)                           | 137            | 4.6%                | 64°11′25″N 114°10′58″O / 64.19028, -114.18278 |
| Whatì                  | Lago marten                                 | Community Government (Tlicho)                           | 460            | 1.5%                | 63°08′40″N 117°16′22″O / 63.14444, -117.27278 |
| Yellowknife            | Sömbak'è; ciudad de dinero                  | Ciudad                                                  | 18,700         | 13.1%               | 62°26′32″N 114°23′51″O / 62.44222, -114.39750 |